# Фораминиферы
Фораминифе́ры (от лат. Foraminifera — «отверстия, дыры»; устаревшее название дырочники) — систематическая группа одноклеточных организмов из группы протистов, которой разные современные исследователи присваивают систематический ранг от типа до класса.

## Описание
Фораминиферы имеют ракушку — минеральный скелет. Однако часть периферической цитоплазмы находится вне раковины, и покрывает последнюю снаружи в виде тонкого слоя. Таким образом, скелет фораминифер — не наружный, а внутренний. Большинство раковин известковые, но иногда образуют хитиноидные или состоящие из посторонних частиц, склеенных выделениями клетки. Внутренняя полость раковины сообщается с окружающей средой через многочисленные поры, а также через отверстие в раковине — устье. Через него и поры в стенках раковинок выдаются наружу тончайшие ветвящиеся и соединяющиеся между собой ретикулоподии (особые ложноножки), которые служат для движения и захвата пищи, образуют вокруг раковинки сеточку, диаметр которой во много раз превосходит диаметр раковинки. К такой сеточке прилипают пищевые частички (например, одноклеточные водоросли), которыми питаются фораминиферы.
Фораминиферы — одиночные преимущественно морские протисты; некоторые формы обитают в солоноватых и пресных водоемах; встречаются формы, обитающие на большой глубине в рыхлом жидком иле (до 16 м от поверхности дна). К примеру, фораминиферы были обнаружены на дне Марианской впадины на глубине более 10 тысяч метров.
Фораминиферы бывают как бентосными, так и планктонными. Раковины планктонных фораминифер являются наиболее распространённым компонентом биогенных отложений (фораминиферовый ил) океанов, но не глубже 4000 м, где известковые раковины фораминифер растворяются в толще воды, не достигнув дна. Эти илы в наше время покрывают не менее четверти поверхности планеты и состоят преимущественно из раковинок фораминифер рода Globigerina (глобигериновый ил). А в прежние эпохи накапливались, например, известняки фузулиновые (род Fusulina, карбон) и нуммулитовые (род Nummulites, эоцен). Ископаемые фораминиферы служат для определения возраста палеозойских, мезозойских и кайнозойских отложений. Современные фораминиферы, как правило, мелкие (0,1—1 мм), а некоторые вымершие виды достигали 20 см. Основная масса раковин фораминифер имеет размер песчаной фракции — более 61 мкм. Концентрация фораминифер в морской воде максимальна в экваториальных и высокоширотных водах. При этом видовое разнообразие и сложность строения раковин характерны лишь для экваториальных областей. Концентрация фораминифер может достигать 100 тыс. экземпляров на 1 кубический метр воды. Средняя оценка по океану в целом — 10 экз/кубометр.
Раковины фораминифер по способу образования подразделяются на секреционные и агглютинированные.
Секреционные (от лат. secretio — выделение) сформированы минеральным или органическим веществом, выделенным самим организмом.
Агглютинированные раковины (от лат. agglutino — склеенный) состоят из захваченных из окружающей толщи воды песчинок и обломков скелетов других организмов, склеенных выделяемым клеткой клейким веществом.
Раковины фораминифер являются основным компонентом писчего мела.
По составу раковины фораминифер могут быть:
- органическими — наиболее древние из всех фораминифер, встречаются с самого начала палеозоя;
- агглютинированными — состоящие из самых разнообразных частичек, порою с карбонатным цементом;
- секреционными известковыми (карбонатными) — сложенные кальцитом (СаСО3).

Раковины могут быть однокамерными (у примитивных представителей) или многокамерными (более продвинутый вариант), а многокамерные разделяются на линейные и спиральные. Спиральные могут навиваться разными способами, клубковидный способ считается более архаичным, чем планоспиральный (когда все витки в одной плоскости) и трохоидный (витки располагаются один за другим). У некоторых ископаемых фораминифер существовал и орбитоидный тип раковины, то есть камеры имели кольцевую форму и нарастали концентрически. У многокамерных начальная камера обычно является самой маленькой, а самая молодая (последняя) — самой крупной. Секреционные раковины часто имеют «ребра жесткости» для повышения механической прочности.

## Жизненный цикл
Для фораминифер характерен гапло-диплофазный жизненный цикл.
Обобщённая схема выглядит следующим образом: в особях гаплоидного поколения — гамонтах происходит интенсивное деление ядер и образуются однотипные (как правило) двухжгутиковые гаметы, которые затем, попарно сливаясь, формируют зиготу, из которой развивается особь следующего поколения — агамонт.
Так как при слиянии гамет хромосомный набор удваивается, данное поколение становится диплоидным. В агамонтах также происходит интенсивное деление ядер, большая часть из которых в дальнейшем претерпевает мейоз. Вокруг ядер, ставших гаплоидными в результате редукционого деления, обособляется цитоплазма и формируется раковина, в результате чего образуются аналоги спор — агаметы, из которых вновь развиваются гамонты.

## Классификация
В настоящее время известно около 10 000 современных видов и более 40 000 видов ископаемых фораминифер, около 65 надсемейств и 300 семейств. Рассматриваются в ранге класса или типа простейших эукариотических организмов.
Ранее фораминиферы делились на пять подотрядов в составе единственного отряда Foraminiferida Eichwald, 1830 (по: Loeblich and Tappan, 1964, 1987/88). Позднее исследователи повысили ранг фораминифер до отдельного класса или типа Foraminifera d’Orbigny, 1826 (Маслакова, 1990; Маслакова и др., 1995; Kaminski, 2004; Loeblich and Tappan, 1994).
Класс разделяют на 15 подклассов и около 40 отрядов (Подобина, 2015):
Подкласс Allogromiata Furssenko, 1958
- Отряд Allogromiida Furssenko, 1958

Подкласс Astrorhiziata Podobina, 2014
- Отряд Astrorhizida Lankester, 1885
- Отряд Saccamminida Podobina, 2015
- Отряд Reophacida Podobina, 2014

Подкласс Ammodisciata Podobina, 2014
- Отряд Ammodiscida Furssenko, 1958
- Отряд Haplophragmiida Podobina, 2014
- Отряд Lituolida Podobina, 2014

Подкласс Lagenata Maslakova, 1990
- Отряд Lagenida Lankester, 1885
- Отряд Polymorphinida Wedekind, 1937

Подкласс Textulariata Podobina, 2014
- Отряд Palaeotextulariida Hohenegger et Piller, 1975
- Отряд Textulariida Lankester, 1885

Подкласс Ataxophragmiata Podobina, 2014
- Отряд Trochamminida Podobina, 2014
- Отряд Ataxophragmiida Schwager, 1877

Подкласс Orbitolinata Podobina, 2014
- Отряд Orbitolinida Maslakova, 1990
- Отряд Tetrataxida Podobina, 2014

Подкласс Fusulinata Maslakova, 1990
- Отряд Parathuramminida Mikhalevich, 1980
- Отряд Moravamminida Maslakova, 1990
- Отряд Nodosinellida Maslakova, 1990
- Отряд Endothyrida Furssenko, 1958
- Отряд Fusulinida Wedekind, 1937
- Отряд Involutinida Hohenegger et Piller, 1975

Подкласс Miliolata Saidova, 1981
- Отряд Comuspirida Jirovec, 1953
- Отряд Miliolida Delage et Heronard, 1896
- Отряд Soritida Saidova, 1981
- Отряд Alveolinida Mikhalevich, 1980

Подкласс Rzehakiniata Podobina, 2014
- Отряд Silicinida Podobina, 2014
- Отряд Rzehakinida Saidova, 1971

Подкласс Rotaliata Mikhalevich, 1980
- Отряд Rotaliida Lankester, 1885
- Отряд Nonionida Podobina, 2014
- Отряд Elphidiida Podobina, 2014

Подкласс Globigerinata Maslakova, 1990
- Отряд Globigerinida Lankester, 1885
- Отряд Heterohelicida Furssenko, 1958

Подкласс Buliminata Podobina, 2014
- Отряд Buliminida Furssenko, 1958
- Отряд Bolivinitida Podobina, 2015
- Отряд Pleurostomellida Podobina, 2014
- Отряд Cassidullinida Voloshinova, 1970

Подкласс Spirillinata Maslakova, 1990
- Отряд Spirillinida Hohenegger et Piller, 1975

Подкласс Nummulitiata Podobina, 2014
- Отряд Orbitoidida Baschkirov et Antonischin, 1974
- Отряд Nummulitida Lankester, 1885

См. также отряды: Carterinida, Robertinida, Silicoloculinida

## Фото
- Heterostegina depressa, размер 4,4 мм
- Baculogypsina sphaerulata, размер 5,22 мм
- Вид под микроскопом
- Крупные ископаемые нуммулиты

## Интересные факты
- С середины мелового периода распределение многих видов фораминифер в морских бассейнах биполярно: в северном полушарии раковинки спирально завитых форм закручены по часовой стрелке, а в южном — против часовой стрелки.[источник не указан 4045 дней]
- В приполярных бассейнах численность фораминифер примерно в 100 раз меньше, чем у экватора.
- Для улучшения плавучести у планктонных форм в цитоплазме формируются пузырьки газа, капельки жира и пресной (то есть менее плотной) воды.
- Отдельные особи фораминифер могут жить от 2 недель до 1 месяца (планктонные формы) и до 2 месяцев (бентосные формы).
- Фораминиферы бывают фильтраторами, хищниками и растительноядными.
- В Марианской впадине обнаружили огромных панцирных амёб Xenophyophorea размером 10 см в диаметре.